# Iglesia de Santa María de los Ángeles (Reñaca)
La Iglesia de Santa María de los Ángeles es un templo de culto católico chileno ubicado en el sector de Reñaca, en la comuna de Viña del Mar, Región de Valparaíso. Es administrada por la diócesis de Valparaíso a través del «Decanato Santa María del Mar». Es conocida a nivel nacional por consagrarse a San Expedito, quien fuera santo mártir de la Iglesia católica.

## Historia

### sigloXX
La parroquia fue construida en 1962 bajo el obispado de Monseñor Emilio Tagle Covarrubias, como una escisión de la Parroquia Nuestra Señora de los Dolores de Viña del Mar, donde correspondía que acudieran los feligreses reñaquinos. En ese entonces, los habitantes de Reñaca habían solicitado a las autoridades eclesiásticas de la diócesis de Valparaíso, la creación de un templo católico en su sector, debido al incremento de habitantes y turistas del balneario viñamarino que estaba experimentando en esa época, construyendo una iglesia con las dimensiones de una capilla para albergar a 140 personas sentadas, siendo nombrado como primer párroco el Pbro. Julio López de Arechega.

### sigloXXI
Con el devenir de los años, la iglesia se hizo pequeña en espacio por el número de feligreses, por lo que debió ser demolido en 1997 y reconstruido a partir del año 2000, en una zona con un sostenido y explosivo desarrollo inmobiliario. El actual templo fue edificado en estilo moderno y fue inaugurado, luego de dos años de construcción, por el Obispo Gonzalo Duarte García de Cortázar el 12 de junio de 2002. Cuenta con una capacidad para mil personas.